# Chester Football Club
Il Chester Football Club è una squadra di calcio inglese semi professionista, militante in National League North.

## Storia
Il club nasce nel 2010 dalle ceneri del Chester City, fallito in quello stesso anno. Nella stagione 2011-2012 vince la Northern Premier League Premier Division, venendo promossa in National League North, mentre l'anno successivo viene nuovamente promossa, questa volta in National League, la quinta serie. Il Chester vi rimane fino alla stagione 2017-2018, quando giunge al 23º posto e retrocede nuovamente in National League North, categoria in cui nel campionato 2022-2023 conquista un terzo posto in classifica. Ottiene invece un quarto posto nella National League North 2024-2025, in cui poi perde la finale play-off contro lo Scunthorpe Utd.

## Allenatori
- Gary Jones (2014) (Interim)
- Jon McCarthy (2016-2017)
- Marcus Bignot (2017-2018)
- Steve Watson (2021-2022)

## Palmarès

### Competizioni nazionali
- National League North: 1

2012-2013
- Northern Premier League: 1

2011-2012

### Competizioni regionali
- Cheshire Senior Cup: 1

2012-2013

## Statistiche e record
- Miglior piazzamento in FA Cup:

Secondo turno: 2014-2015
- Miglior piazzamento in FA Trophy:

Terzo turno: 2015-2016, 2020-2021